# فرجينيا تانزمان
فرجينيا تنزم ( بالانجليزية : Virginia Tanzmann ) هي مهندسة معمارية أمريكية. تم إدخالها في الجمعية الأمريكية للمعماريين في عام 1992.

## تعليمها
حازت على شهادة البكالوريوس في الهندسة المعمارية من جامعة سيراكيوز في عام 1969.

## وظيفتها
في عام 1978 ، أسست تانزمان شركة «مترابطين تانزمان»  وهي حاليا نائب رئيس بارسونز برينكرهوف WSP.

## مراتبها
من عام 1987 إلى عام 1988 ، شغلت تانزمان منصب رئيس جمعية النساء في العمارة.
من 1987 إلى 1988 ، شغلت منصب رئيسة جمعية النساء في الهندسة المعمارية .

## أكبر أعمالها
- محطة شمال هوليوود، 2000.[7]
- مبني مهمة لوس أنجلوس، الشارع الخامس 303 شرق، لوس أنجلوس سي أي 90013.
- مركز أنهايم الإقليمي للنقل الإقليمي (ARTIC) ، عام 2014 [8]